# Sebaa Rouadi
Sebaa Rouadi  (in arabo سبع رواضي‎?) è un centro abitato e comune rurale del Marocco situato nella provincia di Moulay Yacoub, regione di Fès-Meknès. Conta una popolazione di 23 519 abitanti (censimento 2014).